# Campsurus corumbanus
Campsurus corumbanus is een haft uit de familie Polymitarcyidae. De wetenschappelijke naam van de soort werd voor het eerst geldig gepubliceerd in 1924 door Needham & Murphy.
De soort komt voor in het Neotropisch gebied.